# Sikara Kara III
Sikara Kara III is een bestuurslaag in het regentschap Mandailing Natal van de provincie Noord-Sumatra, Indonesië. Sikara Kara III telt 701 inwoners (volkstelling 2010).